# Сухополє
Сухополє (хорв. Suhopolje) — населений пункт і громада в Вировитицько-Подравській жупанії Хорватії.

## Населення
Населення громади за даними перепису 2011 року становило 6 683 осіб. Населення самого поселення становило 2696 осіб.
Динаміка чисельності населення громади:
Динаміка чисельності населення центру громади:

## Населені пункти
Крім поселення Сухополє, до громади також входять: 
- Борова Сухополє
- Буданиця
- Цабуна
- Дворська
- Гачиште
- Гвозданська
- Югово Полє
- Левиноваць
- Мала Трапинська
- Наудоваць
- Орешаць
- Пчелич
- Пепелана
- Пивниця-Славонська
- Родин Поток
- Сов'як
- Трнава-Цабунська
- Велика Трапинська
- Звонимирово
- Жирославлє
- Жубриця

## Клімат
Середня річна температура становить 11,43 °C, середня максимальна – 25,43 °C, а середня мінімальна – -5,22 °C. Середня річна кількість опадів – 771 мм.
| Клімат поселення                              | Клімат поселення | Клімат поселення | Клімат поселення | Клімат поселення | Клімат поселення | Клімат поселення | Клімат поселення | Клімат поселення | Клімат поселення | Клімат поселення | Клімат поселення | Клімат поселення | Клімат поселення |
| Показник                                      | Січ.             | Лют.             | Бер.             | Квіт.            | Трав.            | Черв.            | Лип.             | Серп.            | Вер.             | Жовт.            | Лист.            | Груд.            |                  |
| Середній максимум, °C                         | 6,34             | 8,20             | 12,84            | 17,38            | 22,72            | 25,43            | 24,93            | 24,49            | 20,20            | 15,24            | 9,60             | 5,16             |                  |
| Середня температура, °C                       | 0,56             | 2,40             | 7,06             | 11,59            | 16,94            | 19,65            | 21,47            | 21,02            | 16,75            | 11,80            | 6,16             | 1,70             |                  |
| Середній мінімум, °C                          | −5,22            | −3,37            | 1,28             | 5,81             | 11,15            | 13,86            | 18,02            | 17,58            | 13,29            | 8,33             | 2,71             | −1,74            |                  |
| Норма опадів, мм                              | 46               | 41               | 47               | 61               | 74               | 90               | 73               | 77               | 65               | 66               | 75               | 56               |                  |
| Середньомісячна швидкість вітру, м/с          | 2.20             | 2.46             | 2.80             | 2.66             | 2.40             | 2.20             | 2.10             | 1.90             | 2.00             | 2.00             | 2.19             | 2.20             |                  |
| Середньомісячна сонячна радіація, кДж/м²·день | 4121             | 6856             | 10777            | 15235            | 19328            | 21441            | 22158            | 19714            | 14559            | 8978             | 4650             | 3422             |                  |
| --------------------------------------------- | ---------------- | ---------------- | ---------------- | ---------------- | ---------------- | ---------------- | ---------------- | ---------------- | ---------------- | ---------------- | ---------------- | ---------------- | ---------------- |
| Джерело:                                      |                  |                  |                  |                  |                  |                  |                  |                  |                  |                  |                  |                  |                  |